# Subventionskodex
Der Subventionskodex von 1979 ist eine im Zuge der so genannten Tokio-Runde, einer der regelmäßig stattfinden Zollrunden des GATT (= General Agreement on Tariffs and Trade; deutsch: Allgemeines Zoll- und Handelsabkommen) ausgehandelte Zusatzvereinbarung. Diese trägt den vollständigen Titel "Übereinkommen zur Auslegung und Anwendung der Artikel VI, XVI und XXIII des Allgemeinen Zoll- und Handelsabkommens".
Der Subventions-Kodex enthält im Anhang eine Beispielliste für Exportsubventionen. Mit Hilfe dieser Kriterien ist es im Großen und Ganzen möglich, den Subventionsbegriff von anderen nichttarifären Handelshemmnissen (z. B. dem Dumping) abzugrenzen.

## Unzulässige Subventionen
Grundsätzlich ist es nicht das Ziel des Subventionskodex', Produktionssubventionen einzuschränken. Art. 11 des Subventionskodex' bestimmt lediglich, dass Subventionen nicht Interessen eines anderen Unterzeichnerstaates schädigen sollen und dass Vorteile, die einem Unterzeichnerstaat aus dem Subventionskodex erwachsen, nicht zunichtegemacht oder geschmälert werden dürfen. Allerdings ist die Ausfuhrsubvention Gegenstand umfassender Regelungen des Subventionskodex'. Hierbei wird unterschieden zwischen Ausfuhrsubventionen für Grundstoffe, d. h. Erzeugnisse der Land- und Forstwirtschaft sowie der Fischerei, einerseits und Ausfuhrsubventionen für verarbeitete und mineralische Erzeugnisse andererseits.

### Exportsubventionen für Grundstoffe
Während nach Art. XVI Abs. 3 GATT die Vertragsparteien bestrebt sein sollen, Subventionen bei der Ausfuhr von Grundstoffen zu vermeiden, verpflichtet Art. X Abs. 1 des Subventionskodex' die Unterzeichnerstaaten, Ausfuhrsubventionen für Grundstoffe nicht in einer Weise zu gewähren, dass der subventionierende Staat hinsichtlich der betreffenden Produkte mehr als einen angemessenen Anteil am Welthandel erhält. Für diesen unbestimmten Rechtsbegriff werden in Art. X Abs. 1 Satz 2 und Abs. 2 Subventionskodex mehrere Kriterien festgelegt.
Durch Art. 10 Abs. 3 Subventionskodex werden die Unterzeichnerstaaten verpflichtet, keine Exportsubventionen für Grundstoffe auf einem Markt zu gewähren, wenn diese Subventionen zu bedeutend niedrigeren Preisen im Vergleich zu denjenigen anderer Lieferanten auf demselben Markt führen (so genannter „Doppelpreismechanismus“).

### Exportsubventionen für verarbeitete und mineralische Erzeugnisse
Diese Exportsubventionen werden durch den Subventionskodex verboten. Art. IX Abs. 1 besagt, dass "für andere Waren als bestimmte Grundstoffe keine Ausfuhrsubventionen" gewährt werden dürfen. Entscheidende Abweichungen gegenüber der bis dato geltenden Regelung des Art. XVI GATT bestehen darin, dass zum einen Mineralerzeugnisse nicht mehr als "Grundstoffe" eingestuft werden und dass ferner die "Doppelpreisklausel" (s. o.) des Art. XVI Abs. 4 GATT abgeschafft wurde. Diese war ohnehin wegen Kausalitätsproblemen bei der Feststellung eines auf Exportsubventionen beruhenden "Doppelpreises" kaum realisierbar.

## Abwehr unzulässiger Subventionen

### Transparenz der Subventionspraktiken
Aufgabe des Subventionskodex' ist es nicht nur, zulässige Subventionen zu konkretisieren. Ein wesentliches Anliegen besteht vielmehr darin, unzulässige Subventionen wirksamer als bisher abzuwehren. Eine wichtige Voraussetzung wird in einer größtmöglichen Transparenz bei der Subventionsgewährung gesehen. Hierfür ist Art. 7 Abs. 3 Subventionskodex einschlägig, wonach die Signatarstaaten sich untereinander in Kenntnis setzen dürfen, wenn Verstöße eines Unterzeichnerstaates gegen die Notifikationspflicht des Art. XVI Abs. 1 GATT bekannt werden. Notifiziert der betreffende Staat seine Subventionspraktiken nicht binnen kürzester Frist, so können diese von jedem Unterzeichnerstaat dem Ausschuss des Subventionskodex' unterbreitet werden.

### Ermittlung einer "bedeutendenSchädigung"
Die Voraussetzung des Art. VI Abs. 6 a) GATT, dass zur Einleitung von Antisubventionsmaßnahmen nicht nur eine Schädigung (des Einfuhrstaates subventionierter Erzeugnisse) als solche erforderlich ist, sondern dass die Schädigung ein bedeutendes Ausmaß haben muss, wurde von den Vertragsparteien des GATT bisher weitgehend vernachlässigt. Der Subventionskodex leistet hier wirksame Abhilfe. Er enthält erstmals international allgemein verbindliche Schadensregeln, die auch allgemein akzeptiert werden. Die Definition des Begriffs "Schädigung" im Subventionskodex entspricht derjenigen des Art. VI Abs. 6 a) GATT. Des Weiteren fordert Art. 2 Subventionskodex die vorherige Prüfung des Schädigungstatbestandes durch eine hierfür vom Einfuhrstaat eigens einzurichtende Untersuchungsbehörde. Nur wenn diese zum Ergebnis kommt, dass ein bedeutender Schädigungstatbestand vorliegt, darf der betreffende Einfuhrstaat Ausgleichszölle zur Abwehr der Subventionen erheben.

### Das Kausalitätserfordernis
Der Untersuchungsbehörde obliegt es nicht nur, das Vorliegen einer bedeutenden Schädigung zu ermitteln, sondern auch zu prüfen und gegebenenfalls zu beweisen, ob bzw. dass ein Kausalzusammenhang zwischen den die Einfuhren stützenden Subventionen und der Schädigung gegeben ist. Die Signatarstaaten einigten sich auf die Formel, dass für die Annahme einer "bedeutenden Schädigung" nur noch eine "Verursachung" durch die subventionierten Einfuhren zu fordern sei. Diese neue Kausalitätsformel war von den Vertragsparteien kurz zuvor bereits im Rahmen des Antidumping-Kodex akzeptiert worden.
Nach dem Subventionskodex' wie auch nach dem Antidumping-Kodex' ist es nicht mehr zulässig, andere Faktoren, die gleichzeitig den betreffenden Wirtschaftszweig schädigen, oder Schädigungen, die durch andere Faktoren verursacht werden, den subventionierten Importen zuzurechnen (Art. 6 Nr. 4).